# Monroe (Michigan)
Monroe – miasto w Stanach Zjednoczonych, w stanie Michigan, w hrabstwie Monroe. liczba ludności wynosiła 20,733 w 2010 roku.

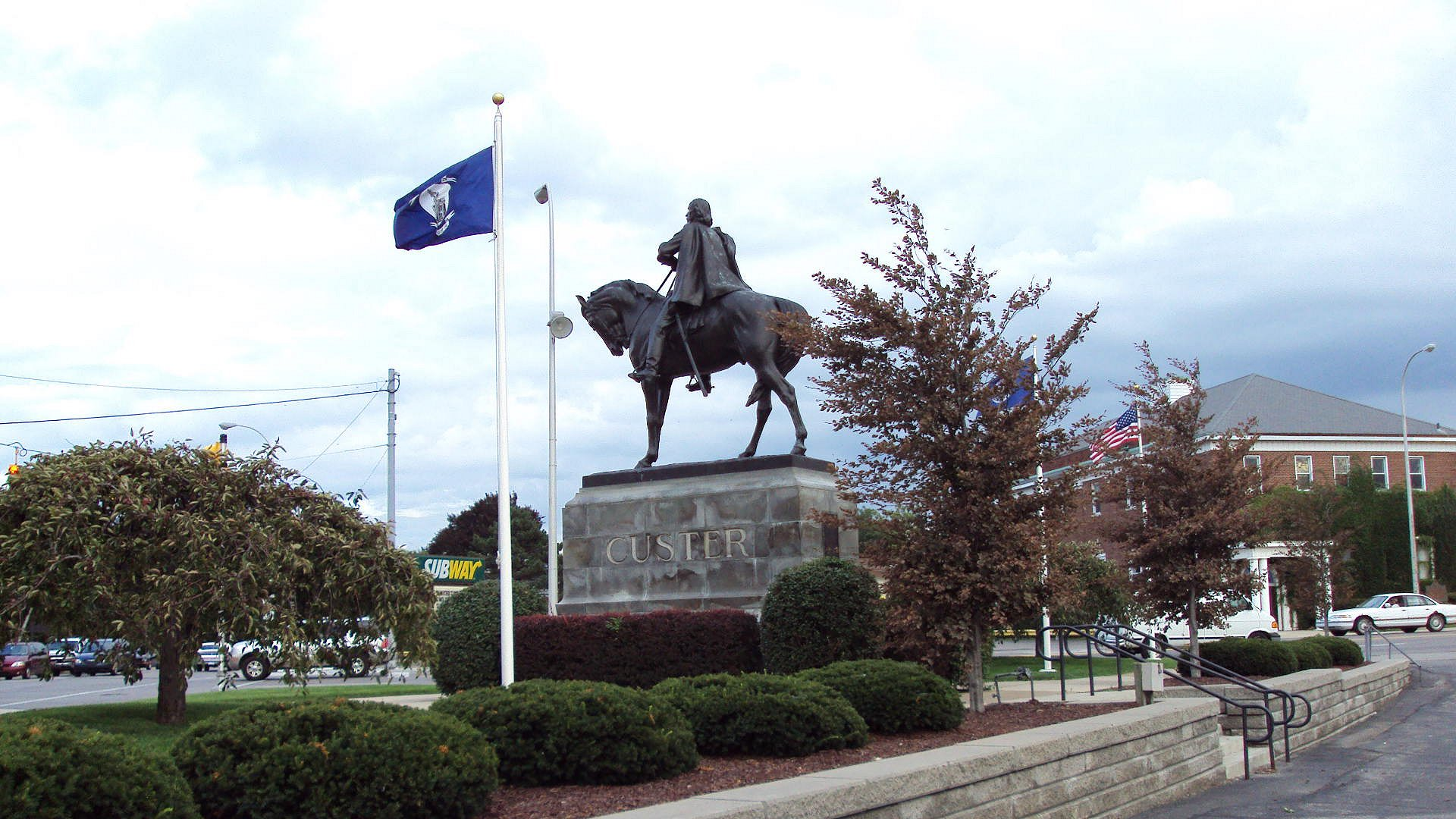
Pomnik generała Custera

Założoe w roku 1784, Monroe otrzymało prawa miejskie w 1817 i zostało nazwane na cześć prezydenta Jamesa Monroe. Miasto bardzo mocno nawiązuje do tradycji i swej historii, jako miejsce bitwy pod Frenchtown w czasie wojny roku 1812, jak również jako miejscowość, w której jako dziecko i nastolatek mieszkał George Custer i inni członkowie jego rodziny, a zwłaszcza żona Libbie Bacon Custer i brat Boston.
W Monroe znajduje się kilka muzeów historycznych i wiele pomników. Jest siedzibą takich firm, jak Kaboom Enterprises, Belgian Feather Bowling, i La-Z-Boy.
Według spisu ludności z 2000 roku w mieście zamieszkiwało 22 076 osób, było 8594 gospodarstw domowych i 5586 rodzin. Gęstość zaludnienia wynosiła 2440,9 na milę kwadratową (942,9/km²).

## Miasta partnerskie
- Japonia, Hōfu, od roku 1993[3]